# Kim Hye-seong
Đây là một tên người Triều Tiên, họ là Kim.
Kim Hye-seong (tiếng Hàn: 김혜성, sinh ngày 14 tháng 1 năm 1986) là một diễn viên và người mẫu Hàn Quốc được biết đến qua vai Lee Min-ho trong Gia Đình Là Số Một - Phần 1..

## Tiểu sử
Kim Hye Sung là một diễn viên Hàn Quốc dưới trướng Namoo Actors. Vào tháng 3 năm 2012, Kim Hye Sung nhập ngũ để thực hiện nghĩa vụ quân sự bắt buộc tại Khu bảo tồn 306 ở Uijeongbu, tỉnh Gyeonggi và xuất ngũ vào tháng 3 năm 2013. Anh nổi tiếng và được biết đến với vai chính Juno trong Jenny, Juno (2006).
Vào đầu những năm 2000, anh là một ulzzang trên internet rất nổi tiếng. Anh trở nên nổi tiếng nhờ vẻ ngoài ấm áp, ngọt ngào của mình, thậm chí trước khi ra mắt, đã có một quán cà phê dành cho người hâm mộ.
Anh là diễn viên được nhiều người yêu mến nhờ vẻ ngoài ưa nhìn, dễ thương từ khi còn ở tuổi teen. Đặc biệt, khi đảm nhận vai Lee Min Ho trong Gia đình là số 1 - Phần 1 từ năm 2006 đến 2007, anh đã nhận được rất nhiều sự yêu mến vì sự đáng yêu và đẹp trai của mình.

## Danh sách phim

### Phim điện ảnh
| Năm  | Tên phim           | Vai diễn        | Ghi chú        |
| ---- | ------------------ | --------------- | -------------- |
| 2005 | Jenny, Juno        | Juno            | Vai chính      |
| 2006 | Gangster High      | Choi Kyung-chol | Vai trò hỗ trợ |
| 2008 | Boy Meets Boy      | Min-soo         | Vai chính      |
| 2010 | Trong vòng lửa đạn | Yong-man        | Vai trò hỗ trợ |
| 2011 | Đội bóng đặc biệt  | Jang Dae-gun    | Vai trò hỗ trợ |
| 2015 | Cấm địa ma         | Ji-kwang        | Vai trò hỗ trợ |
| 2020 | Hoa giấy           | Yoon Ji-Hyuk    | Vai chính      |

### Phim truyền hình
| Năm     | Tên phim                    | Kênh phát sóng | Vai diễn        | Ghi chú                |
| ------- | --------------------------- | -------------- | --------------- | ---------------------- |
| 2006–07 | Gia đình là số một - Phần 1 | MBC            | Lee Min-ho      | Vai chính              |
| 2008–09 | Truyền Thuyết Jumong 2      | KBS2           | Prince Yeo-jin  | Vai trò hỗ trợ         |
| 2009    | Gia đình là số một - Phần 2 | MBC            | Lee Min-ho      | Cameo , tập 1          |
| 2014    | Ngôi sao khoai tây 2013QR3  | t.v            | Bản thân anh ấy | Sitcom, Cameo, Tập 100 |
| 2017    | Góc tối của sự thật         | Đài SBS        | Song Tae-joon   | Vai trò hỗ trợ         |
| 2017    | Chó điên                    | KBS2           | Ohn Nu-ri       | Vai chính              |

## Các hoạt động khác

### TV Show
| Năm     | Tên chương trình             | Đài  | Vai trò   | Ghi chú               |
| ------- | ---------------------------- | ---- | --------- | --------------------- |
| 2006    | Golden Fishery               | MBC  | Chủ nhà   | cùng với Kang Ho-dong |
| 2007    | Thử Thách Cực Đại            | MBC  | Khách mời | tết Âm Lịch (070217)  |
| 2007-08 | Boys & Girls Music Countdown | Mnet | MC        | Cùng với Tiffany      |
| 2013    | Luật rừng                    | SBS  | Khách mời | Chương trình thực tế  |
| 2017    | RADIO STAR                   | MBS  | Khách mời | EPISODE 508           |

### Quảng cáo
| Năm  | Tên công ty         | Tên sản phẩm  | Loại                  | Ghi chú                    |
| ---- | ------------------- | ------------- | --------------------- | -------------------------- |
| 2007 | Crown Confectionery | Big Pie       | Bánh quy              | Kim Bum, Park Min-young    |
| 2009 | Ottogi              | Snack Noodles | Mì ramen              | Lee Tae-rim, Kim Dong-beom |
| 2015 | SK Telecom          | T Phone       | Ứng dụng chặn thư rác | Kim Seol-hyun              |

### Đại sứ
- Tháng 6 năm 2007 Đại sứ Liên hoan phim Thanh niên Quốc tế Seoul lần thứ 9.
- Tháng 10 năm 2008 Đại sứ cho Liên hoan Video Gia đình Quốc tế Seoul lần thứ 2.

## Giải thưởng và đề cử
| Năm  | Tên giải thưởng          | Hạng mục                                                        | Phim                        | Kết quả |
| ---- | ------------------------ | --------------------------------------------------------------- | --------------------------- | ------- |
| 2006 | MBC Entertainment Awards | Nam diễn viên mới xuất sắc nhất trong thể loại hài/ phim sitcom | Gia đình là số một - Phần 1 | Đề cử   |